# Euphasma
Euphasma is een geslacht van Phasmatodea uit de familie Pseudophasmatidae. De wetenschappelijke naam van dit geslacht is voor het eerst geldig gepubliceerd in 1906 door Redtenbacher.

## Soorten
Het geslacht Euphasma omvat de volgende soorten:
- Euphasma ornatum Conle, Hennemann & Gutiérrez, 2011
- Euphasma salpingus (Westwood, 1859)